# Herman Jeurissen
Herman Jeurissen (1952) is een Nederlands hoornist.

## Opleiding
Jeurissen studeerde hoorn bij Adriaan van Woudenberg en Michael Höltzel. In 1978 werd hem de Prix d'excellence toegekend en in 1979 de Zilveren Vriendenkrans van het Concertgebouw. 

## Activiteiten
Jeurissen was als solohoornist verbonden aan het Residentie Orkest. Daarnaast is hij hoofdvakdocent hoorn aan het Conservatorium van Amsterdam, het Koninklijk Conservatorium in Den Haag. Verder is Jeurissen actief als kamermuziekspeler en heeft hij als solist met diverse orkesten gespeeld. Zowel als docent, als solist en als kamermusicus wordt Jeurissen vaak gevraagd voor (internationale) muziekfestivals en symposia waar de hoorn centraal staat. 
Jeurissen interesseert zich in het repertoire voor hoorn dat wat minder bekend is. Hij reconstrueerde onder andere de onvoltooid overgeleverde hoornconcerten van Wolfgang Amadeus Mozart (KV 370b, 371 en 494a). Hij heeft over deze reconstructies gepubliceerd en ze ook op CD opgenomen. Verder arrangeert en componeert hij voor hoorn en hoornensemble, met name pedagogische werken: onder andere een hoornmethode, etudes, en oefenwerken voor hoornensemble.

## Trivia
Jeurissens dochter Kirsten Jeurissen is ook hoorniste. Zij speelt in Het Gelders Orkest en het Nederlands Blazers Ensemble.